# Die Young (Sheppard)
Die young is een single van de Australische popgroep Sheppard. Die young verscheen op 18 oktober 2019 en was Sheppard's derde single dat jaar.
De single werd uitgebracht na een turbulent jaar. Sheppard laste in februari 2019 een pauze in nadat bij zanger George Sheppard letsel aan zijn keel was vastgesteld. In september onderging hij hiervoor een operatie. Door de gedwongen rust ging hij nadenken over zijn rol als artiest buiten de band. In maart verliet gitarist Michael Butler de band. Zangeres Amy Sheppard startte ondertussen een campagne tegen body shaming. Het lied Die young werd geschreven alsof het het laatste lied van de band zou zijn. Gedurende de totstandkoming van het lied werd de single Kiss my fat ass opgenomen en uitgebracht.